# Syedra caporiaccoi
Syedra caporiaccoi är en spindelart som beskrevs av Gábor von Kolosváry 1938. Syedra caporiaccoi ingår i släktet Syedra och familjen täckvävarspindlar. Inga underarter finns listade i Catalogue of Life.